# Честерфілд (Іллінойс)
Честерфілд (англ. Chesterfield) — селище (англ. village) в США, в окрузі Макупін штату Іллінойс. Населення — 170 осіб (2020).

## Географія
Честерфілд розташований за координатами 39°15′24″ пн. ш. 90°4′0″ зх. д. / 39.25667° пн. ш. 90.06667° зх. д. (39.256614, -90.066765).  За даними Бюро перепису населення США в 2010 році селище мало площу 1,40 км², уся площа — суходіл.

## Демографія
Згідно з переписом 2010 року, у селищі мешкало 188 осіб у 73 домогосподарствах у складі 49 родин. Густота населення становила 134 особи/км².  Було 88 помешкань (63/км²).
Расовий склад населення:
| - 98,4 % — білих |

До двох чи більше рас належало 1,6 %. Частка іспаномовних становила 0,0 % від усіх жителів.
За віковим діапазоном населення розподілялося таким чином: 23,4 % — особи молодші 18 років, 66,0 % — особи у віці 18—64 років, 10,6 % — особи у віці 65 років та старші. Медіана віку мешканця становила 37,4 року. На 100 осіб жіночої статі у селищі припадало 106,6 чоловіків;  на 100 жінок у віці від 18 років та старших — 94,6 чоловіків також старших 18 років.
Середній дохід на одне домашнє господарство  становив 64 950 доларів США (медіана — 56 250), а середній дохід на одну сім'ю — 71 519 доларів (медіана — 59 583). За межею бідності перебувало 6,0 % осіб, у тому числі 0,0 % дітей у віці до 18 років та 25,0 % осіб у віці 65 років та старших.
Цивільне працевлаштоване населення становило 122 особи. Основні галузі зайнятості: виробництво — 15,6 %, освіта, охорона здоров'я та соціальна допомога — 15,6 %, сільське господарство, лісництво, риболовля — 15,6 %.